# Villeneuve-la-Guyard
Villeneuve-la-Guyard ist eine französische Gemeinde mit 3470 Einwohnern (Stand 1. Januar 2022) im Département Yonne in der Region Bourgogne-Franche-Comté. Sie gehört zum Arrondissement Sens und zum Kanton Pont-sur-Yonne.

## Geografie
Die Gemeinde Villeneuve-la-Guyard liegt an der Yonne an der Grenze zum Département Seine-et-Marne zwischen Sens (25 Kilometer) und Fontainebleau (29 Kilometer entfernt). Durch die Gemeinde führt die Bahnstrecke Paris–Marseille und die Route nationale 6.

## Sehenswürdigkeiten
Jedes Jahr am letzten Wochenende im August findet im Ort die Foire aux Oignons (Zwiebelmarkt) statt, eine Mischung zwischen Straßenfest und Flohmarkt, wo die Zwiebel und der Knoblauch natürlich im Mittelpunkt stehen.

## Gemeindepartnerschaft
- Thalfang, Rheinland-Pfalz

## Persönlichkeiten
- Auguste Chauveau (1827–1917), Tierarzt, Immunologe und Bakteriologe
- Marie-Louise Fort (1950–2022), Politikerin

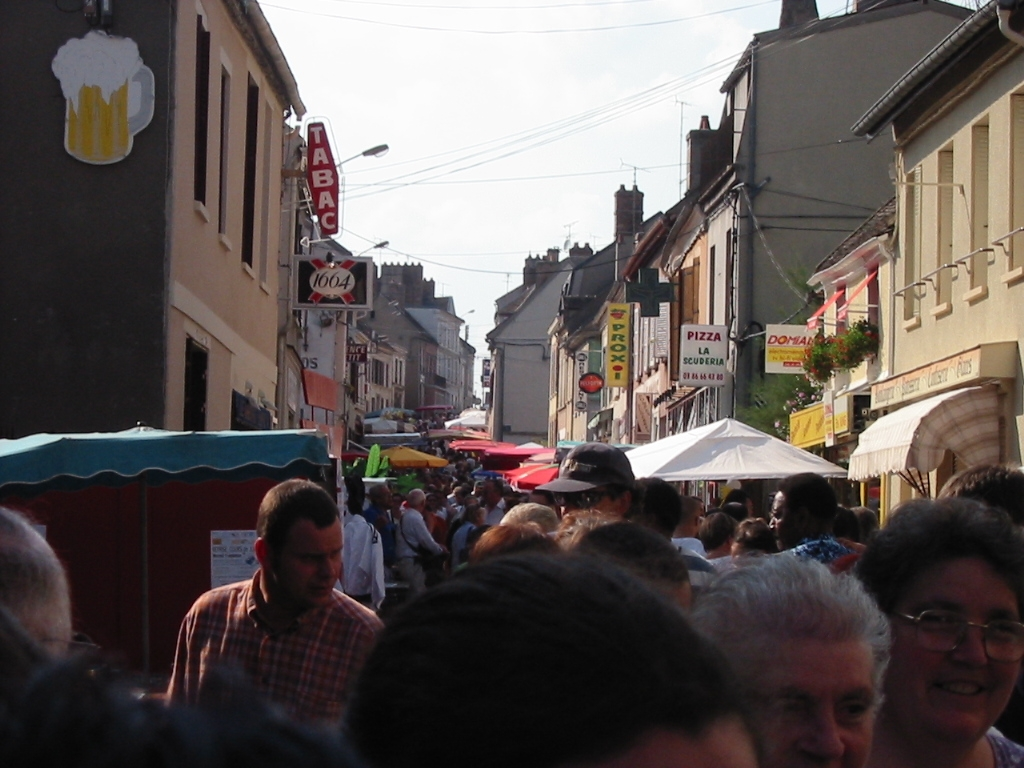
Zwiebelfest im August 2002